# Leptogenys havilandi
Leptogenys havilandi är en myrart som beskrevs av Auguste-Henri Forel 1901. Leptogenys havilandi ingår i släktet Leptogenys och familjen myror. Inga underarter finns listade i Catalogue of Life.

## Bildgalleri

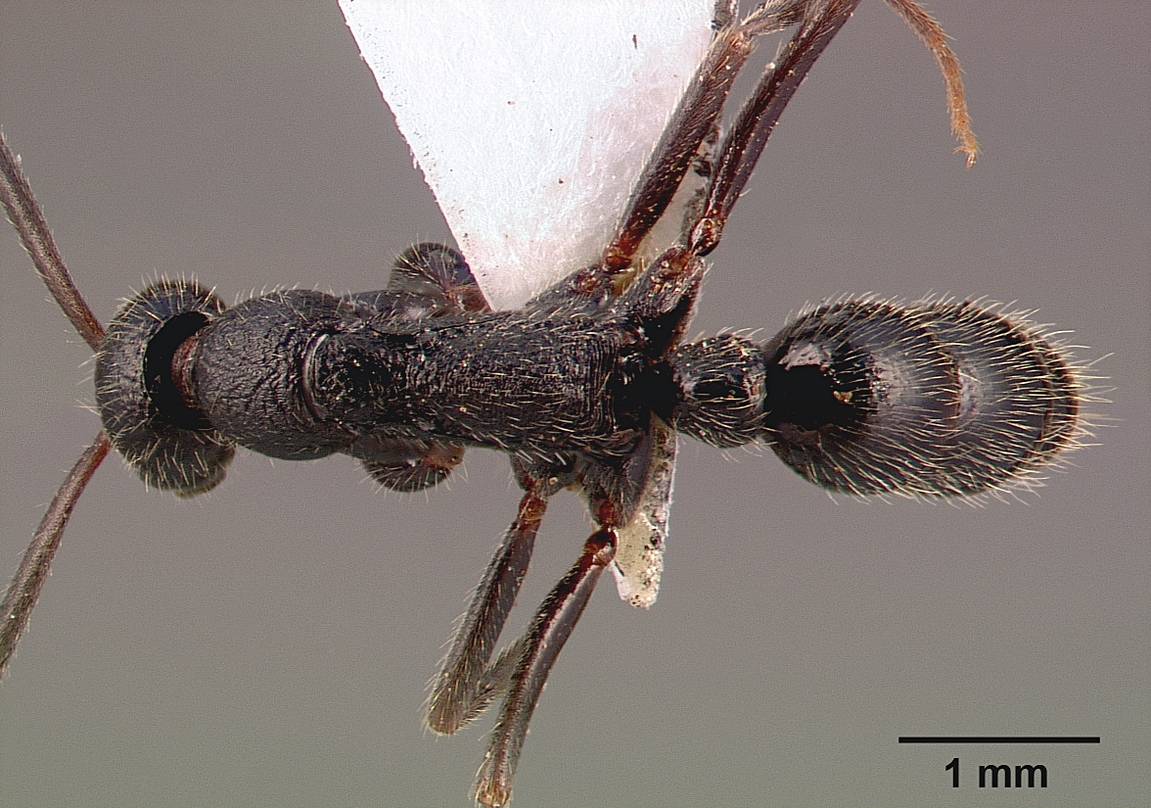
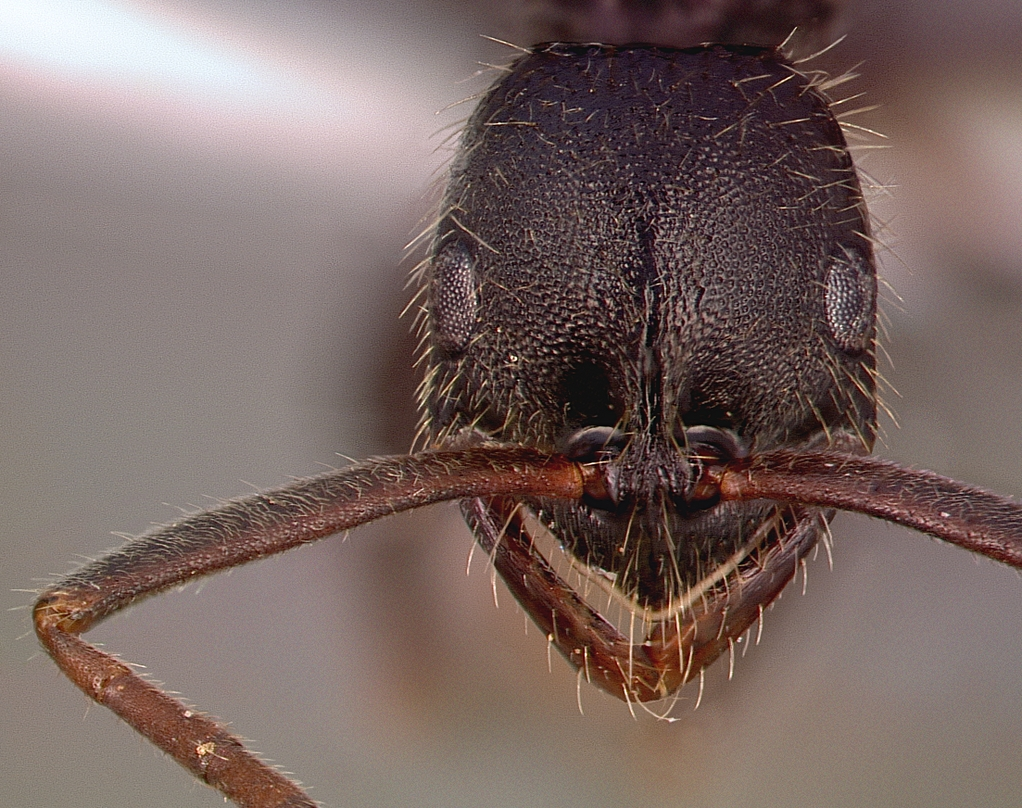
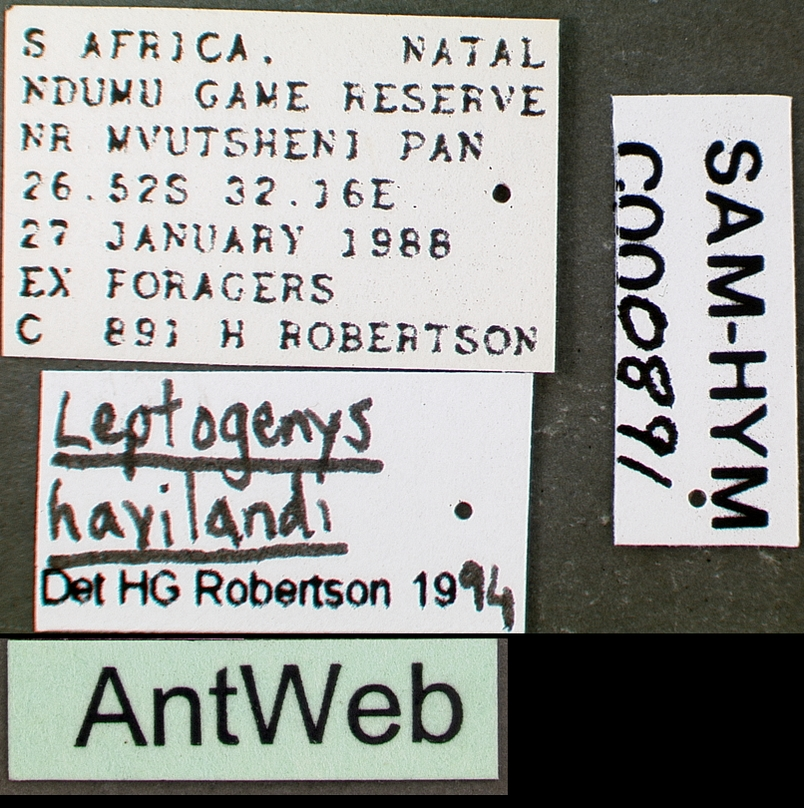
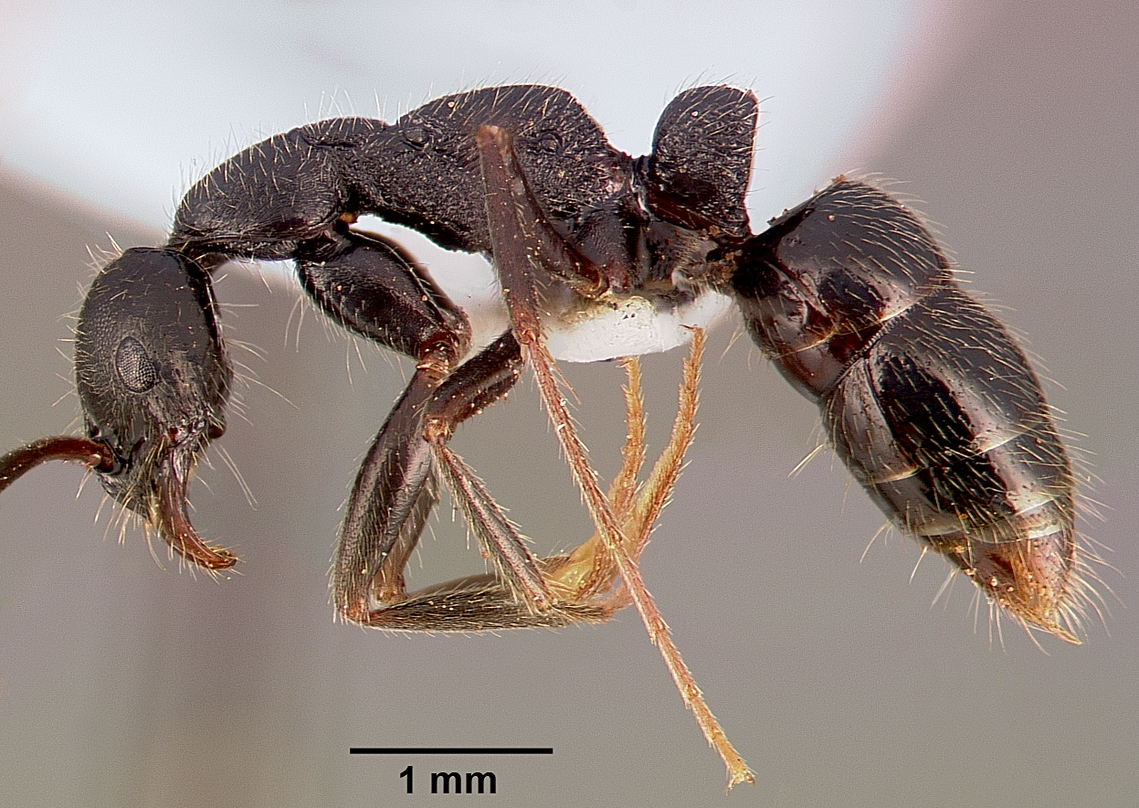